# Unlasting
«Unlasting»  es una canción de la cantante pop japonesa LiSA de su quinto álbum de estudio Leo-Nine. Fue lanzado como su decimosexto sencillo digitalmente el 21 de octubre de 2019 y recibió un lanzamiento físico el 11 de diciembre de 2019. Alcanzó el número 4 en Oricon y el número 6 en Japan Hot 100. Se usó como el primer tema final de la serie de anime Sword Art Online: Alicization - War of Underworld.

## Lanzamiento
El 6 de octubre de 2019, el sitio web oficial del anime Sword Art Online: Alicization - War of Underworld reveló sobre el tema final "Unlasting" que sería cantado por LiSA. La canción fue lanzada digitalmente el 21 de octubre de 2019 y recibió un lanzamiento físico el 11 de diciembre de 2019 en tres ediciones; Edición regular, edición limitada y edición limitada de anime. El sencillo alcanzó el número 4 en Oricon, 6 en Japan Hot 100 y 5 en Japan Hot Animation con 17, 6 y 12 semanas respectivamente. La canción aparecerá en su quinto álbum Leo-Nine.

## Video musical
El video musical de "Unlasting" fue dirigido por Kentaro Osawa y producido por Hiroshi Takayama. El video presenta una historia desgarradora de una ruptura entre un hombre y una mujer al estilo de un cortometraje dramático, con una escena que los presenta con efecto de lluvia. El video amplió su historia desde que eran pareja hasta que se separaron. Algunas escenas muestran a LiSA cantando en la habitación con efecto de neblina. El video termina cuando ambos se separaron, y la mujer y el hombre se vieron cuando se separaron.

## Lista de canciones
| CD  |                            |          |  |
| N.º | Título                     | Duración |  |
| 1.  | «Unlasting»                | 4:57     |  |
| 2.  | «Howl»                     | 4:53     |  |
| 3.  | «KALEIDO»                  | 5:43     |  |
| 4.  | «Unlasting» (Instrumental) | 4:55     |  |

## Posicionamiento en lista
| Año  | Lista               | Posiciones |
| ---- | ------------------- | ---------- |
| 2019 | Oricon              | 4          |
| 2019 | Japan Hot 100       | 6          |
| 2019 | Japan Hot Animation | 5          |